# Diocesi di Paleopoli di Asia
La diocesi di Paleopoli di Asia (in latino Dioecesis Palaepolitana in Asia) è una sede soppressa del patriarcato di Costantinopoli e una sede titolare della Chiesa cattolica.

## Storia
Paleopoli di Asia, identificabile con Baliamboli nell'odierna Turchia, è un'antica sede episcopale della provincia romana di Asia nella diocesi civile omonima. Faceva parte del patriarcato di Costantinopoli ed era suffraganea dell'arcidiocesi di Efeso.
La diocesi è documentata nelle Notitiae Episcopatuum del patriarcato di Costantinopoli fino al XII secolo.
Diversi sono i vescovi conosciuti di questa antica diocesi. Rhodon partecipò al concilio di Efeso del 431. Il suo nome appare anche in una lettera del patriarca Massimiano di Costantinopoli, scritta verso la fine del 431 al clero e al popolo di Tenedo, per comunicare la deposizione del vescovo Anastasio a causa delle sue idee nestoriane, sulla testimonianza di diversi vescovi, fra cui Rhodon di Paleopoli.
Basilico intervenne al concilio di Calcedonia nel 451. Eusebio prese parte al concilio di Costantinopoli riunito nel 536 dal patriarca Mena per condannare Severo di Antiochia e i suoi sostenitori, l'ex patriarca Antimo, il monaco siriano Zoora e Pietro di Apamea. Giorgio era presente al concilio detto in Trullo nel 692. Gregorio assistette al secondo concilio di Nicea nel 787.
Pietro e Giuliano presero parte rispettivamente ai concili di Costantinopoli dell'869-870 e dell'879-880 che trattarono la questione del patriarca Fozio. Tuttavia le indicazioni riportate dagli atti conciliari non permettono di stabilire a quale sede di Paleopoli appartenessero questi due vescovi, a quella di Asia oppure all'omonima sede in Panfilia. Un anonimo vescovo è documentato nel 1156, mentre l'ultimo vescovo noto di Paleopoli di Asia è Giovanni, che prese parte al sinodo indetto nel 1167 dal metropolita di Efeso.
Dal XVIII secolo Paleopoli di Asia è annoverata tra le sedi vescovili titolari della Chiesa cattolica; la sede è vacante dal 6 maggio 1967. L'ultimo vescovo titolare è stato Emmanuel Karim Delly, ausiliare del patriarca di Babilonia dei Caldei.

## Cronotassi

### Vescovi greci
- Rhodon † (menzionato nel 431)
- Basilico † (menzionato nel 451)
- Eusebio † (menzionato nel 536)
- Giorgio † (menzionato nel 692)
- Gregorio † (menzionato nel 787)
- Pietro ? † (menzionato nell'869)
- Giuliano ? † (menzionato nell'879)
- Anonimo † (menzionato nel 1156)
- Giovanni † (menzionato nel 1167)

### Vescovi titolari
- Teodor Machciński † (8 febbraio 1730 - ?)
- Giovanni Pietro Martino Pellegrini † (3 aprile 1786 - 8 febbraio 1830 deceduto)
- Patrick Raymond Griffith, O.P. † (6 giugno 1837 - 18 giugno 1862 deceduto)[8]
- Gabriel Mariássy † (27 marzo 1865 - 26 ottobre 1871 deceduto)
- Simeone Volonteri, P.I.M.E. † (22 luglio 1873 - 21 dicembre 1904 deceduto)
- Antal Fetser † (8 marzo 1906 - 22 gennaio 1915 nominato vescovo di Győr)
- Carlo Sica † (20 dicembre 1917 - 21 novembre 1921 nominato arcivescovo titolare di Damasco)
- Guglielmo Piani, S.D.B. † (16 dicembre 1921 - 17 marzo 1922 nominato arcivescovo titolare di Drama)[8]
- Ernesto Coppo, S.D.B. † (1º dicembre 1922 - 28 dicembre 1948 deceduto)
- Souleyman Sayegh † (27 novembre 1953 - 18 settembre 1961 deceduto)
- Emmanuel Karim Delly † (7 dicembre 1962 - 6 maggio 1967 nominato arcivescovo titolare di Kaskar dei Caldei)